# Caserío Erreitzu
El caserío Erreitzu en Asteasu (Provincia de Guipúzcoa, España) es un caserío unifamiliar construido en el siglo XVI, época de la que mantiene la planta baja, y que fue completamente reconstruido de nuevo a partir de la primera a principios del siglo XVIII.

## Descripción
De planta rectangular de 14 x 17 m, de dos plantas y desván. Cubierta de madera con teja canal a dos aguas, con cumbrera perpendicular a la fachada principal de orientación S. Muros de mampostería en las cuatro fachadas, con parte de sillarejo gótico en la planta baja por el lado W. Las fachadas S y E presentan entramados de madera recubiertos de yeso, enlucidas y pintadas en color blanco. 
El acceso principal se realiza por el lado S, a través de un arco de medio punto con grandes dovelas, descentrado en la fachada. Este acceso está ocupado por una puerta de madera de tipo servilleta, cuyo cierre y seguro se realiza solamente desde el interior. 
El arco y la puerta están datados en el siglo XVI. Presenta una platabanda de piedra sillar situada en el forjado de la primera planta. Sobre esta se sitúa el escudo barroco que posee este solar. Tiene dos cuarteles y en la parte inferior se lee: armas de la casa solariega Reizu de Suso, año 1708. Esta fachada tiene dispuestas dos líneas de cuatro ventanas de madera, distribuidas simétricamente manteniendo los ejes. Todas ellas presentan alfeizares de madera tallados. En el hastial se abre un pequeño hueco. 
La cubierta de dos paños está apoyada en cinco correas sostenidas en los extremos por jabalcones. La fachada Este presenta en la planta baja un vano adintelado que da acceso directo a la cocina del caserío. Junto a este un portón da acceso a la cuadra. Entremedio existe un pequeño arco dovelado de medio punto hoy cegado. En la primera planta de características similares a la fachada S, presenta entramados de madera que arrancan del forjado de la primera planta. También aquí las ventanas situadas en esta primera planta presentas vierteaguas de madera. El relleno de vanos está realizado en mampostería y parte es tosca. La fachada N es poco visible, pues casi la mitad está tapada por un anejo de planta rectangular en mampostería y cubierto por una prolongación del tejado del caserío. Este anejo posee a su vez una tejavana que lo prolonga hacia el N. También existe un pequeño retrete, hoy en desuso, al que se accede desde la primera planta. En la parte central existe un hueco adintelado recercado de sillar con un portón de una hoja de madera originario de principios del siglo XVIII. La fachada oeste es muy baja debido al desnivel del terreno. Presenta dos y saeteras ventanas recercadas de sillar. Cuenta también con un anejo adosado. 
En interior al que se accede del vestíbulo principal de la fachada sur presenta una robusta solivería en el forjado de la primera planta. La estructura se apoya en dos ejes centrales enterizos en los que se ensamblan las vigas, tornapuntas y horquillas. La cubierta con cinco correas presenta cabrios de una sola pieza y enlatado de madera. El entablado de la primera planta es de tabla ancha y está cosido en el forjado a través de clavos forjados de hierro. 
Una escalera original, también datada del siglo XVIII, da acceso al desván. En uno de los sectores del desván se halla el granero cuyo techo está forrado con entablado de madera. 
La cubierta fue restaurada el año 1989 eliminando la teja curva artesana y sustituyéndose por la teja curva mecánica. Siguiendo la tradición se ha diseñado una cruz en cada paño valiéndose de tejas de dos colores.